# Havárie se ztrátou chladiva
Havárie se ztrátou chladiva (LOCA, Loss of Coolant Accident) je hypotetickou projektovou havárií jaderných elektráren s tlakovodními reaktory. Projekt uvažuje nejzávažnější porušení primárního okruhu a slouží především k hodnocení bezpečnosti bezpečnostními analýzami jaderných elektráren. Tato původně maximální projektová havárie je způsobena prasknutím primárního potrubí. Dle velikosti trhliny se havárie LOCA dělí na LB-LOCA (Large Break LOCA) a SB-LOCA (Small Break LOCA). Při havárii SB-LOCA jsou předpokládané dosažené teploty a doba trvání zahřívání paliva výrazně nižší.
Iniciační událostí LB-LOCA je gilotinový řez na studené větvi hlavního primárního potrubí v místech mezi reaktorovou nádobou a hlavním cirkulačním čerpadlem s následným neomezeným oboustranným výtokem chladiva do prostoru ochranné obálky jaderné elektrárny a rychlým odpařováním chladiva. Průběh havárie má ve zjednodušeném modelu, předpokládajícím úspěšný zásah nouzových dochlazovacích systémů, čtyři fáze a vykazuje dva teplotní píky palivového pokrytí.

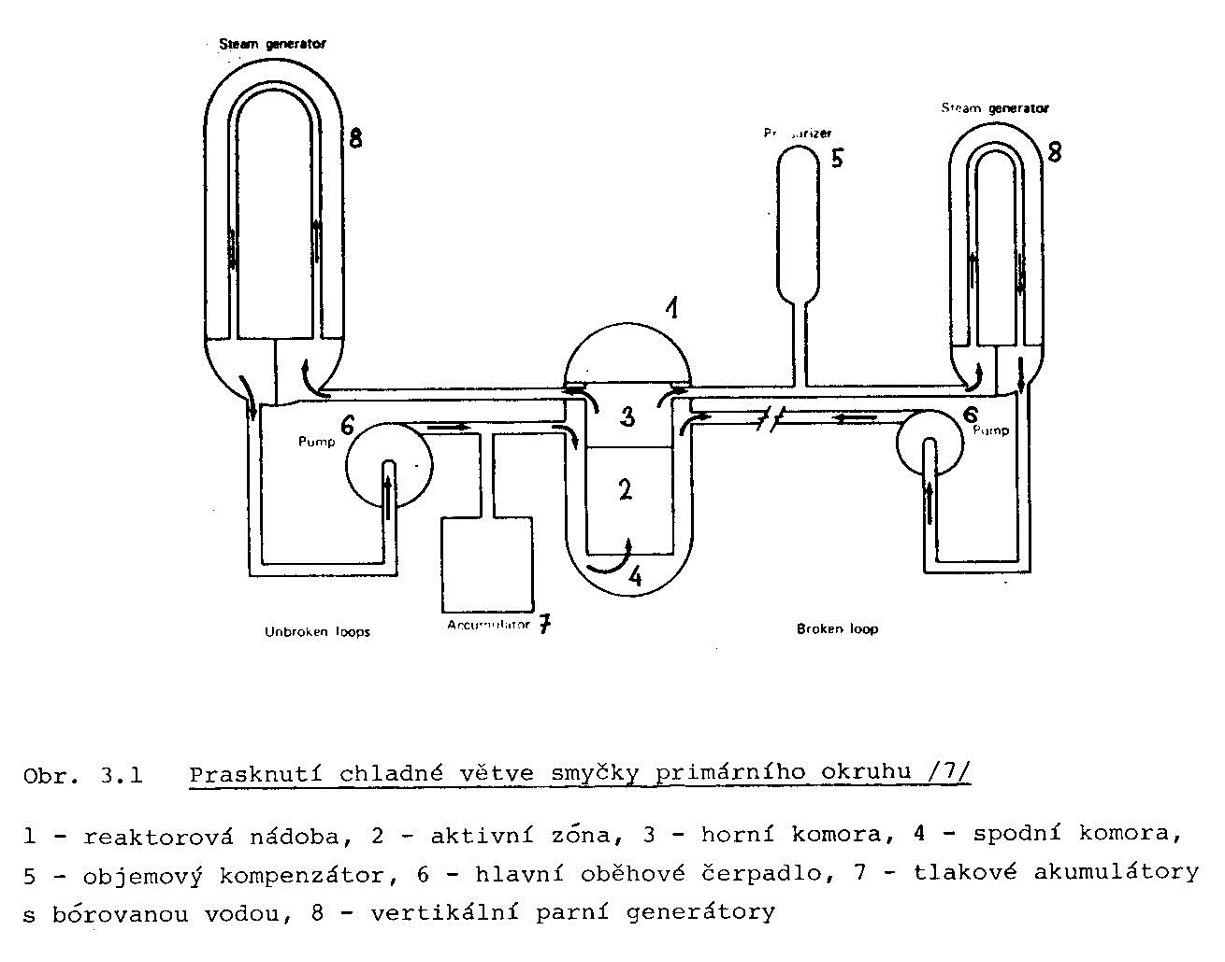
Prasknutí studené větve smyčky primárního okruhu

## Průběh havárie

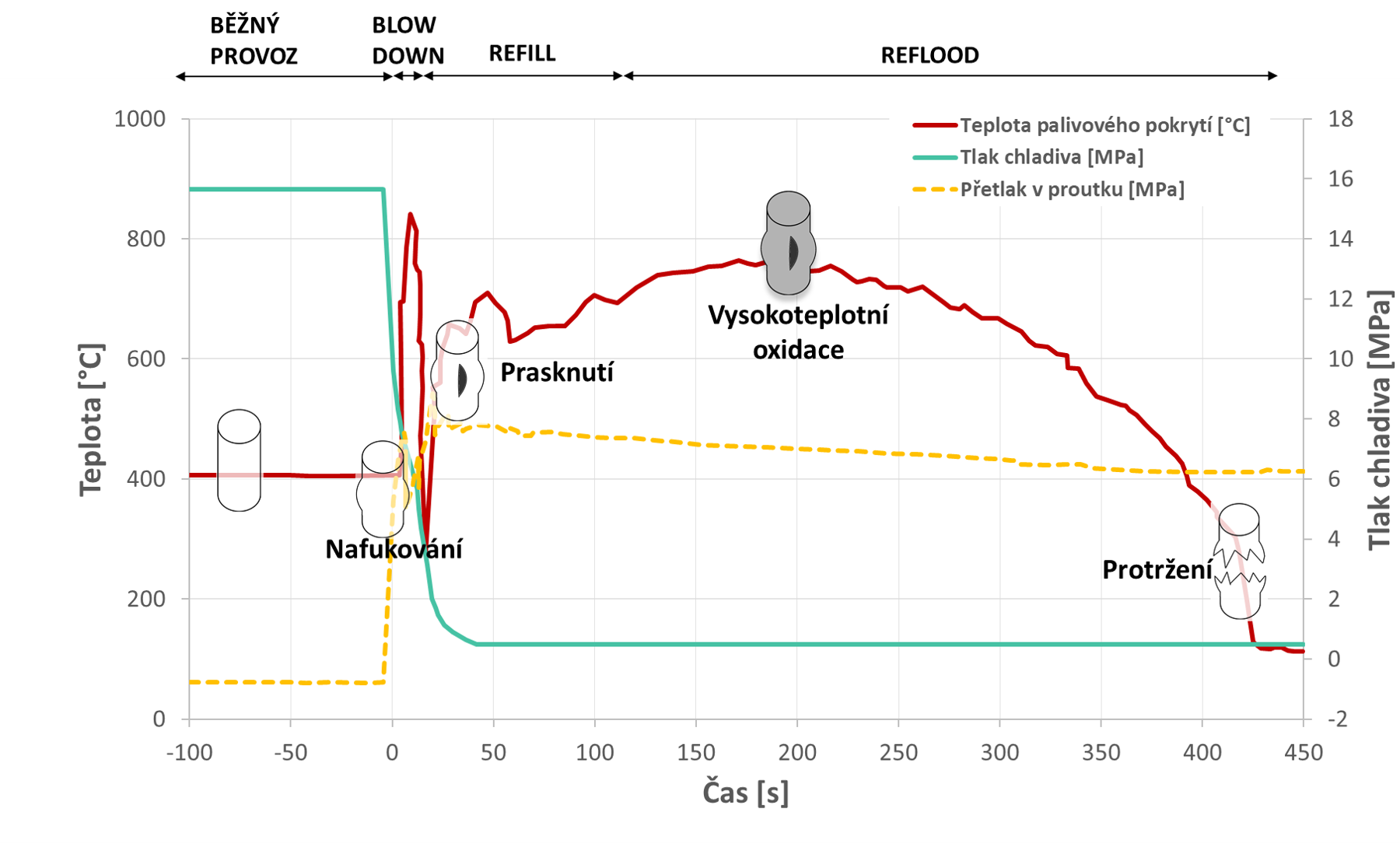
Průběh havárie LOCA s jevy typickými pro palivové pokrytí

### Odtlakování primárního okruhu (Blow-down)
Vznik havárie se ztrátou chladiva se uvažuje za normálních provozních podmínek s teplotou palivového pokrytí pohybující se kolem 300 °C až 330 °C. V první fázi havárie dochází k dekompresi a vyprazdňování primárního okruhu. Okamžitě po roztržení potrubí jedné ze studených smyček dochází k úniku chladiva a prudkému poklesu tlaku. Během prvních setin sekundy je pokles tlaku strmý. Z potrubí uniká kapalina o teplotě pod mezí sytosti. Po poklesu teploty vody na mez sytosti v horní komoře reaktoru, dojde ke vzkypění kapaliny. Důsledkem je vznik dvoufázové směsi vody a vodní páry. Tato směs vytéká z potrubí nižší rychlostí a pokles tlaku se zpomalí. Nakonec se tlak ustálí na hodnotě dané hydraulickými poměry v porušeném primárním okruhu přibližně ve 3. fázi havárie. Ihned po iniciační události je zastaveno štěpení z příčiny ztráty moderátoru a pádu regulačních orgánů. Současně se ztrátou chladiva a schopnosti dochlazování se začne ohřívat palivové pokrytí. Dochází k přerozdělení tepelné energie uchované v palivové tabletě, její teplotní profil se zrovnoměrní a palivové pokrytí se zahřívá. Dochází k primárnímu teplotnímu píku, dosahujícím i přes 1000 °C. Snížení teploty palivového pokrytí za prvním píkem je vyvoláno částečným průtokem chladiva při poklesu výkonu na úroveň zbytkového vývinu tepla.

### Zaplavení pod spodní okraj aktivní zóny (Refill)
V druhé fázi havárie LB-LOCA je zahájen proces nouzového dochlazování aktivní zóny pomocí hydroakumulátorů, jejichž zpětné ventily se otevírají po poklesu tlaku. Dochází k opětovnému zaplavení reaktorové nádoby až po spodní okraj aktivní zóny. Chlazení aktivní zóny je nedostačující a palivové články se kvůli zbytkovému vývinu tepla a dlouhodobé stagnaci průtoku chladiva v reaktoru znovu zahřívají. K chlazení obnažené aktivní zóny přispívá pouze proudící pára s unášenými kapkami vody. Dochází ke vzniku krize varu 2. druhu, tj. vysušení teplosměnných povrchů.

### Zaplavení aktivní zóny (Reflood)
Ve třetí fázi LOCA dochází k ustálení tlaku na přibližně konstantní hodnotě, která je nižší, než je tlak ve výtlaku nízkotlakých čerpadel. Nízkotlaký systém zajistí opětovné zaplavení aktivní zóny a trvalý odvod zbytkového tepla z palivových tyčí. Dochází ke smáčení stěny palivového pokrytí, zlepšení odvodu tepla a poklesu teploty palivového pokrytí.

### Dlouhodobé dochlazování
Čtvrtou fází LB-LOCA je zajištění dlouhodobého dochlazování aktivní zóny postupným přechodem ze systému nouzového chlazení na režim přirozené cirkulace. Tato fáze se může prodloužit na dobu několika měsíců až po několik let, v závislosti na stupni vyhoření paliva v reaktoru. Pokud se podaří udržet systém dochlazování v chodu, lze zabránit tavení aktivní zóny a převážná část radioaktivních produktů štěpení zůstává v palivových tabletách.

## Bezpečnostní systémy jaderných elektráren s tlakovodními reaktory
Spolehlivost bezpečnostních systémů je zajišťována výběrem spolehlivého zařízení (kvalitou), zálohováním (redundancí), různorodostí (diverzitou), a fyzickým oddělením (separací). Moderní jaderné elektrárny s tlakovodními reaktory II. generace používají zpravidla zálohování 3x100 %. To znamená, že je systém rozdělen do tří samostatných nezávislých fyzicky oddělených divizí, z nichž každá je schopná plnit požadované bezpečnostní funkce.

### Systém havarijního chlazení aktivní zóny

#### Vysokotlaký systém havarijního chlazení aktivní zóny
Vysokotlaký systém havarijního chlazení aktivní zóny slouží pro doplňování malých úniků vody a zajišťuje dodávku chladicího média při ztrátě těsnosti primárního okruhu. Jedná se o aktivní havarijní systém.

#### Hydroakumulátory
Hydroakumulátory představují pasivní systém havarijního chlazení. Jsou určeny pro rychlé zaplavení aktivní zóny reaktoru vodou s vysokou koncentrací kyseliny borité. Zpětné ventily hydroakumulátorů se otevírají při poklesu tlaku primárního okruhu na 1,4 až 4,5 MPa.

#### Nízkotlaký systém havarijního chlazení aktivní zóny
Nízkotlaký systém havarijního chlazení zajišťuje dochlazování aktivní zóny a dlouhodobý odvod zbytkového tepelného výkonu reaktoru. Výtlak nízkotlakých čerpadel je přibližně 0,7 MPa.

#### Sprchový systém ochranné obálky
Zajišťuje snížení tlaku v hermetických prostorech po havárii spojené se ztrátou chladiva a zabraňuje úniku radioaktivních látek do životního prostředí.

### Přístup k hodnocení
Bezpečnost jaderných elektráren je prokazována splněním stanovených kritérií přijatelnosti. Z hlediska vysokoteplotního přechodu při havárii se ztrátou chladiva je stěžejním cílem omezit exotermickou reakci zirkoniové slitiny s vodou, ke které dochází především při vysokých teplotách. Pro aktivní zónu tlakovodních reaktorů byla stanoveny následující specifická kritéria přijatelnosti:
1. Maximální vypočtená teplota povlaku palivové tyče nesmí překročit limit 1 204 °C.
2. Lokální oxidace povlaku nesmí nikde překročit limit 17 % z celkové tloušťky povlaku před oxidací.
3. Množství povlaku palivových proutků, které chemicky zreaguje s vodou nebo s párou, nesmí překročit 1 % z celkového povlaku obklopujícího palivo.
4. Aktivní zóna musí zůstat chladitelná v průběhu prasknutí i po něm.
5. Teplota AZ se sníží a zbytkové teplo je odváděno po dostatečně dlouhou dobu, což se požaduje z hlediska dlouhodobé radioaktivity, která zůstává v palivu.